# Dynasphere
Il Dynasphere o Dinosfera è stato un veicolo monoruota brevettato nel 1930 da John Archibald Purves, un ingegnere elettrico di Taunton, nel Regno Unito, a cui l'idea fu suggerita, come egli stesso ebbe occasione di affermare, da uno schizzo realizzato da Leonardo da Vinci.

## Storia del progetto
Nel Dynasphere, il sedile del conducente e il motore formavano un'unica unità dotata di ruote e montata sui binari interni di un telaio, la cui forma era quello di un segmento sferico a due basi, composto da una serie di cerchi tubolari metallici, il cui numero variava a seconda delle versioni, ricoperti da una fodera in pelle e uniti tra loro da tubi trasversali. Secondo il principio di funzionamento del Dynasphere, una volta avviato il motore, l'unità sedile/motore, spinta in avanti, avrebbe dovuto correre lungo i binari interni del telaio, facendo di fatto ruotare quest'ultimo.
Purves costruì inizialmente due prototipi: uno più piccolo e dotato di motore elettrico e uno più grande e dotato di un motore Douglas a benzina, a due cilindri e raffreddato ad aria che, a seconda delle fonti consultate, sviluppava 2,5 o 6 cavalli di potenza. Quest'ultimo, che aveva anche un cambio a tre marce più la retromarcia, era alto 3 metri e pesante 450 kg, e arrivò a raggiungere una velocità massima di 48 km/h. In questi prototipi, il meccanismo per la sterzata era piuttosto rozzo e richiedeva al guidatore di inclinarsi nella direzione in cui desiderava girare, tuttavia Purves aveva immaginato futuri modelli dotati di ingranaggi atti a inclinare il Dynasphere verso la direzione desiderata senza tuttavia inclinare l'alloggiamento interno. Il modello successivo, dotato di un telaio a dieci cerchi e che fu anche immortalato in un cinegiornale Pathé News del 1932, in cui i vantaggi del veicolo vengono prima descritti e poi dimostrati al circuito automobilistico di Brooklands, era dotato anche di un volante atto e innestare propri tali ingranaggi.

In seguito, Purves costruì un altro nuovo modello che poteva ospitare otto passeggeri, il "Dynasphere 8", realizzato appositamente per l'uso in spiaggia.
Come riportato in un articolo della rivista Popular Science del 1932, dopo una prova effettuata su una spiaggia a Weston-super-Mare, nel Somerset, Purves era decisamente ottimista riguardo alle prospettive della sua invenzione, tanto da affermare che il Dynasphere "riduceva la locomozione alla forma più semplice possibile, con conseguente risparmio di energia", e che esso fosse "il veicolo ad alta velocità del futuro". In un articolo del numero di febbraio 1935 di Meccano Magazine si affermava ancora che, sebbene il Dynasphere fosse solo in una fase sperimentale, esso "possiede così tanti vantaggi che alla fine potremmo vedere ruote gigantesche, simili a quella mostrata sulla nostra copertina, che corrono lungo le nostre autostrade in numeri così grandi come oggi fanno le automobili". Tuttavia, stando a quanto scritto nel libro Crazy Cars, edito nel 2007, una delle ragioni per cui il Dynasphere non ha avuto il successo desiderato è il fatto che "mentre il veicolo poteva tranquillamente muoversi in rettilineo, era invece quasi impossibile sterzare o frenare". Un altro aspetto del veicolo ad essere stato oggetto di critiche fu il fenomeno del "gerbiling", ossia la tendenza dell'unità ospitante il conducente, che era indipendenza dal telaio, a muoversi lungo i binari interni del telaio nelle fasi di accelerazione e di frenata del veicolo, proprio come capita a un gerbillo ("gerbil" in inglese) all'interno di una ruota per criceti quando questa viene fatta accelerare o frenare dell'esterno.